# Canoabo (Venezuela)
Pour les articles homonymes, voir Canoabo.
Canoabo est la capitale de la paroisse civile de Canoabo de la municipalité de Bejuma dans l'État de Carabobo au Venezuela.

## Enseignement
Canoabo abrite une école technique d'agro-élevage, ainsi que deux établissements d'enseignement primaire, le jardin d'enfance et l'école primaire Pimentel-Coronel.

## Lieux et monuments
Le cimetière se trouve en bordure nord-ouest de la surface bâtie de la localité. Au centre de la localité se trouve l'église San-José.